# Tmesisternus distinctus
Tmesisternus distinctus è una specie di coleottero del genere Tmesisternus, famiglia Cerambycidae. Fu descritta scientificamente da Boisduval nel 1835 e abita frequentemente le foreste tropicali della Papua Nuova Guinea. È una specie che raggiunge dimensioni tra i 12 e i 16 mm.